# Леонотис
Леонотис (лат. Leonotis) — род растений семейства Яснотковые, включающий в себя около сорока видов.
Один вид — Леонотис котовниколистный (Leonotis nepetifolia) — распространён в тропической Африке и Южной Индии. Ареалы всех остальных видов ограничены Южной Африкой.

## Виды
По информации базы данных The Plant List, род включает 9 видов:
- Leonotis decadonta Gürke
- Leonotis goetzei Gürke
- Leonotis grandis Iwarsson & Y.B.Harv.
- Leonotis leonurus (L.) R.Br. — Леонотис пустырниковый
- Leonotis myricifolia Iwarsson & Y.B.Harv.
- Leonotis myrothamnifolia Iwarsson & Y.B.Harv.
- Leonotis nepetifolia (L.) R.Br. — Леонотис котовниколистный
- Leonotis ocymifolia (Burm.f.) Iwarsson
- Leonotis pole-evansii Hutch.